# Kikuchi
Pour les articles homonymes, voir Kikuchi (homonymie).
Kikuchi (菊池市, Kikuchi-shi) est une ville située dans la préfecture de Kumamoto, au Japon.

## Géographie

### Situation
Kikuchi est située dans le nord de la préfecture de Kumamoto.

### Démographie
En septembre 2021, la population de la ville de Kikuchi était de 47 589 habitants répartis sur une superficie de 276,85 km2.

### Hydrographie
La ville est traversée par le fleuve Kikuchi.

### Climat
| Mois                                             | jan.      | fév.      | mars      | avril     | mai       | juin      | jui.      | août      | sep.      | oct.      | nov.      | déc.      | année     |
| ------------------------------------------------ | --------- | --------- | --------- | --------- | --------- | --------- | --------- | --------- | --------- | --------- | --------- | --------- | --------- |
| Température minimale moyenne (°C)                | −1        | 0,1       | 3,4       | 8,2       | 13,5      | 18,7      | 22,9      | 23,2      | 19,2      | 12,2      | 6,1       | 0,7       | 10,6      |
| Température moyenne (°C)                         | 4,4       | 6         | 9,5       | 14,6      | 19,5      | 23        | 26,6      | 27,4      | 23,9      | 18        | 11,9      | 6,4       | 15,9      |
| Température maximale moyenne (°C)                | 10,2      | 12        | 15,7      | 21        | 25,8      | 28        | 31,4      | 32,9      | 29,7      | 24,6      | 18,4      | 12,4      | 21,8      |
| Record de froid (°C) date du record              | −9 1985   | −9,9 1981 | −6,9 1978 | −3,4 1985 | 1,8 1980  | 7 1978    | 14,3 1982 | 15,1 2009 | 5,1 1987  | −0,2 1997 | −3,9 1992 | −7,8 1985 | −9,9 1981 |
| Record de chaleur (°C) date du record            | 20,8 2020 | 23,8 2010 | 26,1 2018 | 31,3 2021 | 35,3 2000 | 35,7 2009 | 38,8 2018 | 38,8 2013 | 36,2 2020 | 34,2 2021 | 26,7 2011 | 23,7 2018 | 38,8 2018 |
| Ensoleillement (h)                               | 133,3     | 139,9     | 163,8     | 178,9     | 182,9     | 111,9     | 162,2     | 197,4     | 170,1     | 181,2     | 150,4     | 138,2     | 1 918,8   |
| Précipitations (mm)                              | 55        | 79,6      | 122,9     | 139,6     | 157,7     | 400,9     | 381,4     | 181,8     | 168,9     | 82,3      | 83,9      | 61,3      | 1 915,1   |
| Nombre de jours avec précipitations              | 7,1       | 8,5       | 10,8      | 10,1      | 9,6       | 14        | 13        | 10,5      | 9,2       | 7,3       | 7,3       | 7,4       | 114,8     |
| dont nombre de jours avec précipitations ≥ 10 mm | 2         | 3,1       | 4,2       | 4,6       | 4,4       | 8,6       | 7,5       | 5         | 4,7       | 2,5       | 2,9       | 2,1       | 51,5      |

| Diagramme climatique                                  |           |              |            |               |             |               |               |               |              |             |             |
| J                                                     | F         | M            | A          | M             | J           | J             | A             | S             | O            | N           | D           |
| 10,2−155                                              | 120,179,6 | 15,73,4122,9 | 218,2139,6 | 25,813,5157,7 | 2818,7400,9 | 31,422,9381,4 | 32,923,2181,8 | 29,719,2168,9 | 24,612,282,3 | 18,46,183,9 | 12,40,761,3 |
| Moyennes : • Temp. maxi et mini °C • Précipitation mm |           |              |            |               |             |               |               |               |              |             |             |

## Histoire
Kikuchi a acquis le statut de ville en 1958.

## Culture locale et patrimoine

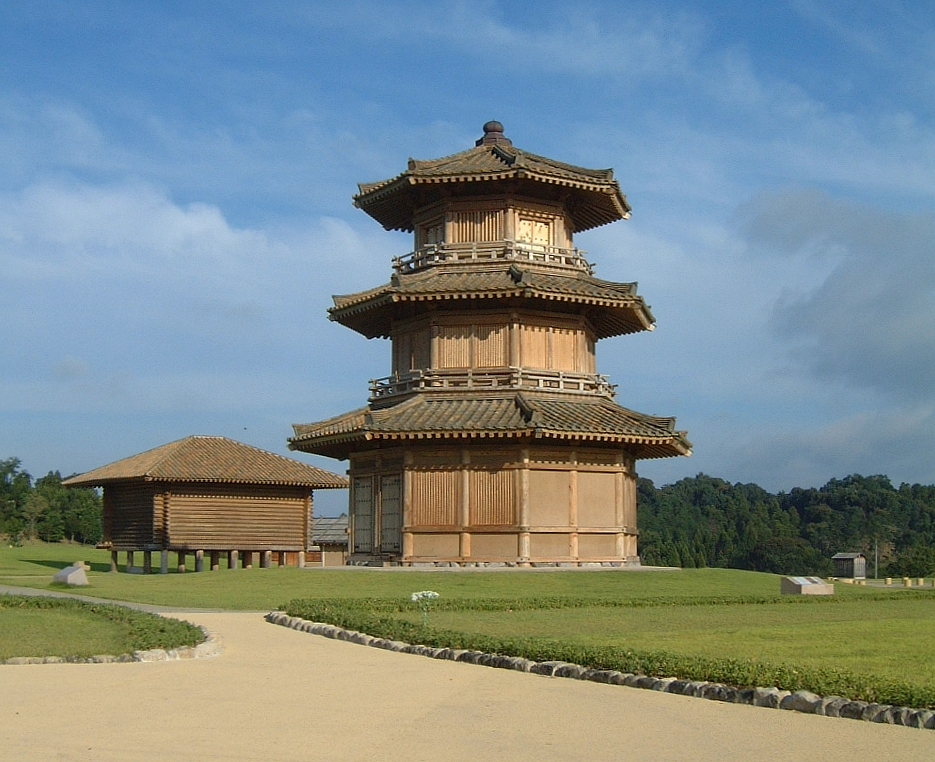
Château de Kikuchi.

- Kikuchi-jinja
- Château de Kikuchi

## Jumelages
Kikuchi est jumelée avec :
- Tōno (Japon)
- Nishimera (Japon)
- Gimje (Corée du Sud) depuis 1985
- Sishui (Chine) depuis 1994
- Cheongwon (Corée du Sud) depuis 2005